# Lamin
Lamin (z jęz. mandinka: pierworodny) – miasto w Gambii, w dywizji Western Division; 27 tys. mieszkańców (2006). Dominuje przemysł spożywczy i włókienniczy. Miasto często odwiedzają turyści, zmierzający do położonego w pobliżu rezerwatu Abuko.
Około 3 km od miasta znajduje się także Lamin Lodge - restauracja na palach z widokiem na pobliskie lasy namorzynowe. Budynek wzniesiony jest całkowicie z drewna i stoi ponad wodami szerokiego strumienia.